# Société centrale d'architecture de Belgique

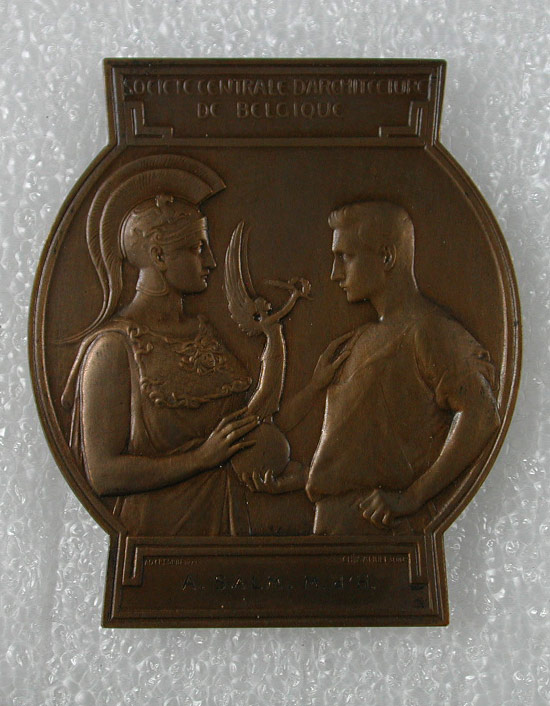
Penning de la Société centrale d'architecture de Belgique.

La Société centrale d'architecture de Belgique est une des trois plus anciennes sociétés consacrée à l'architecture en Belgique. Cette société créée en 1872 encourageait la reconnaissance du métier d’architecte à l’époque où l’évolution technique amenait la multiplication d’intervenants dans les constructions.

## Histoire
Après que les architectes de Bruxelles ont fondé la Société Palladio en 1842, que ceux d'Anvers ont créé dès 1848 leur société (KMBA), inspirés par l'exemple des Académies de la Renaissance italienne et que ceux de Liège ont fondé la leur en 1875 (Société des jeunes architectes de Liège), les architectes bruxellois, après la disparition de la Société Palladio, décidèrent d'en créer une nouvelle, le 20 décembre 1872, en lui donnant une compétence nationale de sorte qu'elle se considère comme la première Société d'Architecture belge.
Elle joua un grand rôle lors de l'efflorescence de l'Art nouveau et grâce à la publication de sa revue L'Émulation.
Les Horta, Beyaert, Schoy, van Dievoet, Soubre, Octave Carpet et tant d'autres en ont fait partie.
Après cette époque glorieuse, elle se fit plus discrète. Elle est dissoute en 2010.
Elle n'en possédait pas moins des archives très importantes et précieuses.